# Bow (Londres)
Bow (/ˈboʊ/) és un districte del municipi londinenc de Tower Hamlets situat a l'est de Londres. Abastant nord-sud des de la carretera romana fins a la Limehouse Cut i a l'est-oest de Mile End i Bethnal Green a Stratford, està edificada i majoritàriament residencial, a 7,4 km a l'est de Charing Cross. Segons el cens de 2011 comptava amb una població de 27.720 habitants. Forma part de l'East End i part del Parc Olímpic Reina Isabel es troba en aquest barri.
La zona era abans part de Stratford, i "Bow" és una abreviatura del nom medieval Stratford-at-Bow, on "Bow" es refereix al pont inclinat construït aquí a principis del segle xii. Bow és adjacent al parc olímpic Queen Elizabeth i una part del districte forma part del parc.
Old Ford, i amb ella Fish Island, solen ser part de Bow, però Bromley-by-Bow (històricament i oficialment només "Bromley") immediatament cap al sud, és un districte separat. Aquestes distincions tenen les seves arrels en els límits històrics de la parròquia.
Bow va ser sotmès a una àmplia regeneració urbana que incloïa la substitució o millora de les llars del consell, amb impuls per la posada en escena dels Jocs Olímpics de 2012 a prop de Stratford.

## Geografia

Un mapa que mostra els barris del municipi a mesura que van aparèixer el 1916.

Sovint es diu que per ser un veritable Cockney cal néixer a l'altura del so de Bow Bells i que aquestes són les campanes de Bow Church en el cor de Bow. No obstant això, la dita es refereix realment a St Mary-le-Bow, que és aproximadament a tres milles a l'oest en Cheapside, a la ciutat de Londres. L'altra característica central de Bow és el pont sobre el riu Lea. Avui és un pas de quatre carrils sobre l'enfocament del túnel de Lea i Blackwall. L'antiga High Street té poques botigues actives i ara es coneix com a Bromley High Street, amb habitatge de postguerra a gran escala cap al sud. L'església de l'illa continua sent un punt d'inflexió per als autobusos. L'expansió de les vies d'aproximació del túnel Blackwall a la carretera de dues carrils a principis del segle XX a una autopista urbana de sis carrils ha ocupat terrenys a costa de la indústria. El que queda a la part oriental de la carretera és un enclavament al costat del canal de petites empreses i magatzems, amb un gran supermercat al canal del pont de Three Mills i, en bona part, considerat part de Bromley-by-Bow.
Bow s'ha associat amb el districte de codi postal E3, però hi ha una petita part en E15 i la meitat meridional de Cadogan Terrace i tot el parc Victoria que es troba a E9. La major part de la secció E15 s'ha canviat a E20 perquè aquesta part cobreix el Parc Olímpic. E3 inclou Bromley-by-Bow, Old Ford, Mile End i el transpontine Three Mills a Newham. Les modernes torres de Hamlet Tower de l'arc de l'oest i l'est es troben més associades amb el codi postal que l'assentament, i limitat pel camí de la Mile End al sud; el riu Lea a l'est; Victoria Park al nord; i Grove Road a l'oest.
El Canal de la Unió d'Hertford connecta el riu Lee i el Regent's Channel, que es dirigeix cap a l'oest des de Old Ford Lock, al costat sud del parc Victoria i que connecta a la conca, a l'oest de Grove Road i al parc, al nord de Mile Final.
Llocs propers:
- Mile End
- Old Ford
- Bethnal Green
- South Hackney
- Roman Road
- Bromley-by-Bow
- Bow Common
- Stratford
- Mill Meads

## Emplaçaments

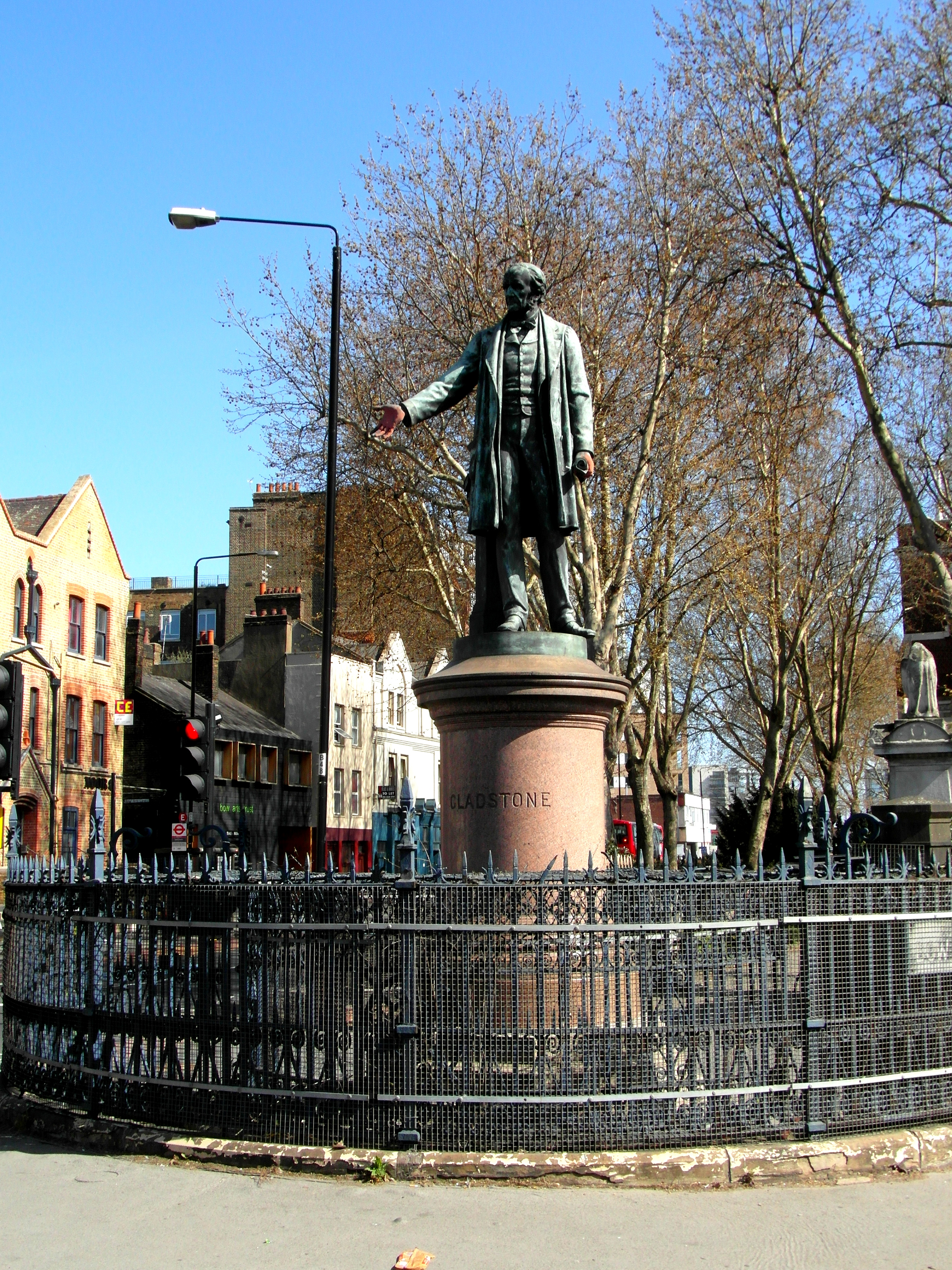
Estatua de William Gladstone
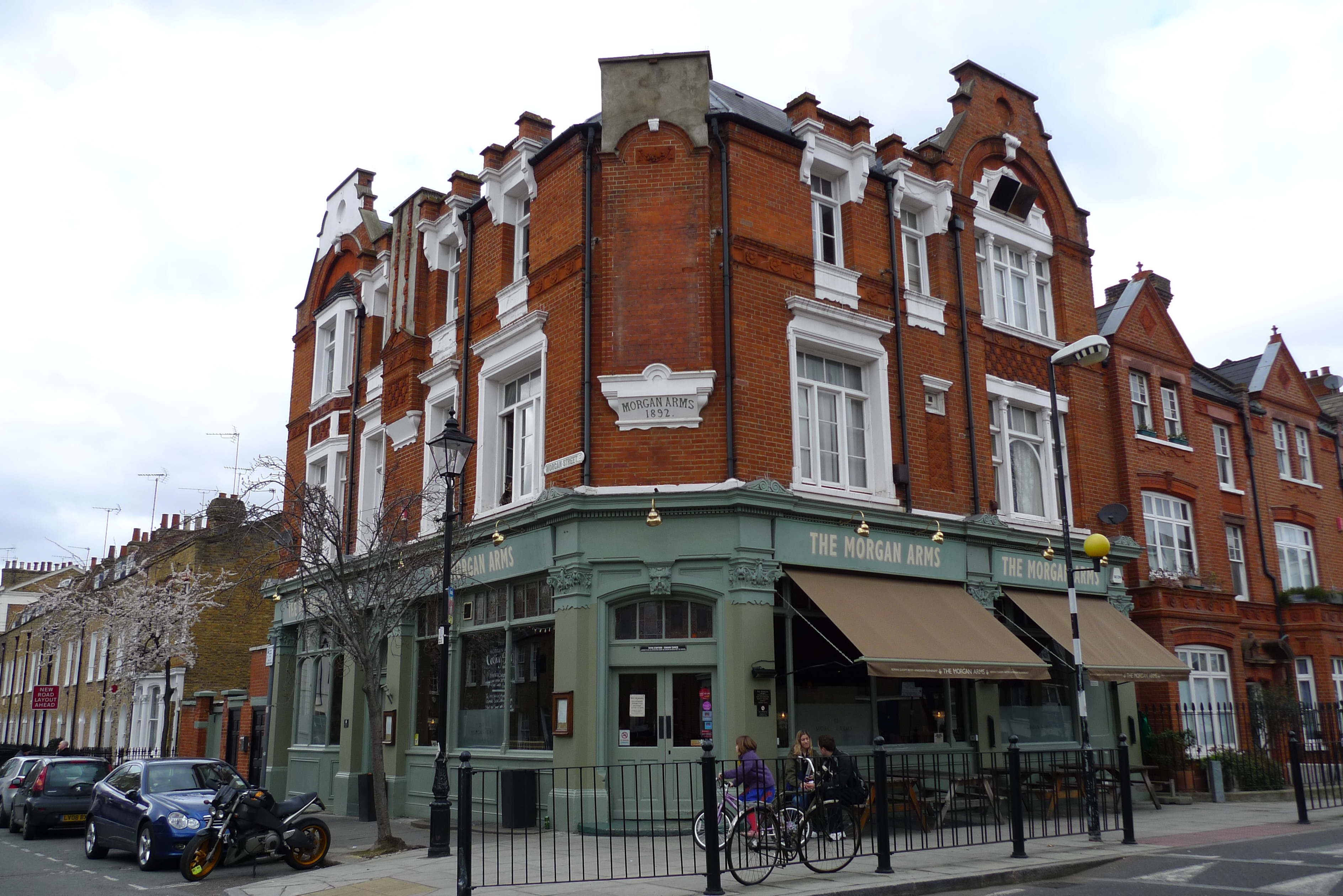
Morgan Arms